# Gemechu Dida
Gemechu Dida Diriba (* 12. September 1999) ist ein äthiopischer Leichtathlet, der sich auf den Langstreckenlauf spezialisiert hat. 2024 wurde er in Douala Vizeafrikameister über 10.000 Meter.

## Sportliche Laufbahn
Erste Erfahrungen bei internationalen Meisterschaften sammelte Gemechu Dida im Jahr 2019, als er bei den Afrikaspielen in Rabat in 13:46,40 min den zehnten Platz im 5000-Meter-Lauf belegte. In den folgenden Jahren bestritt er vor allem Wettkämpfe im Straßenlauf und 2024 gewann er bei den Afrikaspielen in Accra in 29:45,68 min die Silbermedaille im 10.000-Meter-Lauf hinter seinem Landsmann Nibret Melak. Kurz zuvor gewann er bei den Crosslauf-Afrikameisterschaften in Hammamet in 28:58 min die Bronzemedaille hinter den Kenianern Vincent Kibet Langat und Naibei Kiplimo Mayebei. Im Juni verpasste er bei den Äthiopischen Trials einen Startplatz bei den Olympischen Spielen, gewann aber kurz darauf bei den Afrikameisterschaften in Douala in 28:52,79 min erneut die Silbermedaille über 10.000 Meter hinter seinem Landsmann Nibret Melak.

## Persönliche Bestzeiten
- 1500 Meter: 3:42,73 min, 23. Juni 2021 in Maia
- 3000 Meter: 7:42,14 min, 25. Februar 2018 in Glasgow
- 5000 Meter: 13:03,50 min, 30. Juni 2023 in Lausanne
- 10.000 Meter: 26:42,65 min, 14. Juni 2024 in Nerja
- 10-km-Straßenlauf: 27:12 min, 19. März 2023 in Lille
- Halbmarathon: 59:31 min, 17. September 2023 in Kopenhagen